# 化学机械平坦化
化学机械平坦化 （英語：Chemical-Mechanical Planarization, CMP），又称化学机械研磨（Chemical-Mechanical Polishing），是半导体器件制造工艺中的一种技术，使用化學腐蝕及機械力对加工過程中的硅晶圓或其它衬底材料进行平坦化处理。

## 背景

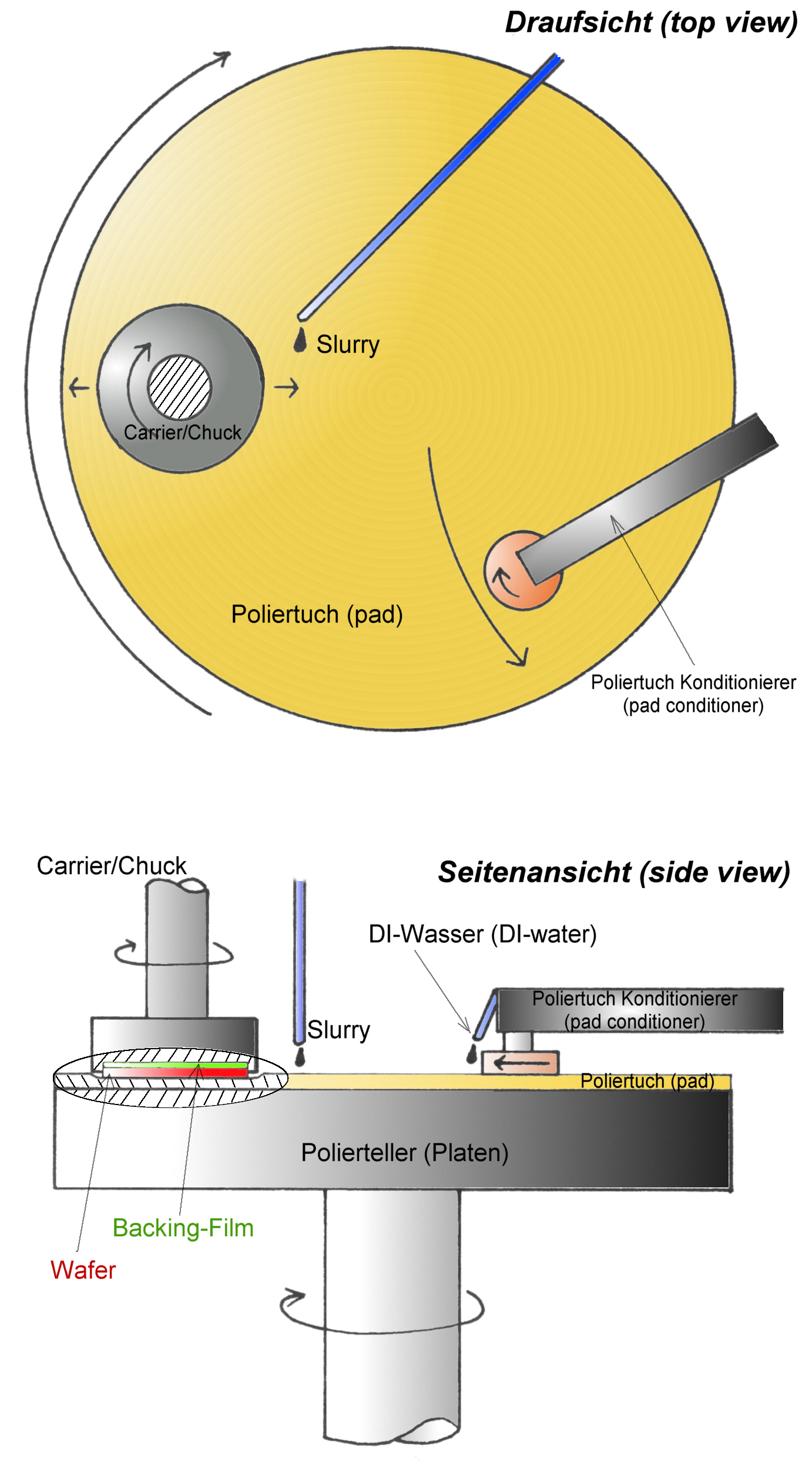
化学机械平坦化工作原理

CMP技术早期主要应用于光学镜片的抛光和晶圆的抛光。
20世纪70年代，多层金属化技术被引入到集成电路制造工艺中，此技术使芯片的垂直空间得到有效的利用，并提高了器件的集成度。但这项技术使得硅片表面不平整度加剧，由此引发的一系列问题（如引起光刻胶厚度不均进而导致光刻受限）严重影响了大规模集成电路（LSI）的发展。针对这一问题，业界先后开发了多种平坦化技术，主要有反刻、玻璃回流、旋涂膜层等，但效果并不理想。80年代末，IBM公司将CMP技术进行了发展使之应用于硅片的平坦化，其在表面平坦化上的效果较传统的平坦化技术有了极大的改善，从而使之成为了大规模集成电路制造中有关键地位的平坦化技术。

## 工艺描述
化学机械平坦化是表面全局平坦化技术中的一种，既可以认为是化学增强型机械抛光也可以认为是机械增强型湿法化学刻蚀。该工艺使用具有研磨性和腐蚀性的磨料，并配合使用抛光垫和支撑环。抛光垫的尺寸通常比硅片要大。抛光垫和硅片被一个可活动的抛光头压在一起，而塑料的支撑环则用于保持硅片的位置。硅片和抛光垫同时转动（通常是以相反的方向转），但是它们的中心并不重合。在这个过程中硅片表面的材料和不规则结构都被除去，从而达到平坦化的目的。平面化后的硅片表面使得乾式刻蚀中的图样的成型更加容易。平滑的硅片表面还使得使用更小的金属图样成为可能，从而能够提高集成度。

## 工作机理
化学机械平坦化是在机械抛光的基础上根据所要抛光的表面加入相应的化学添加剂从而达到增强抛光和选择性抛光的效果。

### 氧化硅抛光
氧化硅抛光主要被应用于平坦化金属层间淀积的层间介质（ILD），其基本机理是Cook理论。磨料中的水和氧化硅发生表面水合作用，从而使氧化硅的硬度、机械强度等有效降低，在机械力的作用下将氧化硅去除。氧化硅的去除速率主要由Preston方程表达。

### 金属抛光
金属抛光与氧化硅抛光机理有一定的区别，采用氧化的方法使金属氧化物在机械研磨中被去除。

## 物料选用

### 研磨液
磨料是平坦化工艺中研磨材料和化学添加剂的混合物，研磨材料主要是石英，二氧化铝和氧化铈，其中的化学添加剂则要根据实际情况加以选择，这些化学添加剂和要被除去的材料进行反应，弱化其和硅分子联结，这样使得机械抛光更加容易。在应用中的通常有氧化物磨料、金属钨磨料、金属铜磨料以及一些特殊应用磨料。台灣主要的廠商有長興科技公司。

### 抛光垫
抛光垫通常使用聚亚胺脂（Polyurethane）材料製造，又称聚氨酯抛光垫、抛光阻尼布、氧化鈰抛光垫，利用这种多孔性材料类似海绵的机械特性和多孔特性，表面有特殊之溝槽，提高抛光的均匀性，垫上有時開有可視窗，便於線上檢測。通常抛光垫為需要定時整修和更换之耗材，一個抛光垫雖不與晶圓直接接觸，但使用寿命約僅為45至75小時。在全球不斷併購下，目前主要生產廠商為陶氏化學集團（DOW CHEMICALS）、日本富士紡(FUJIBO)及中國龙头合肥宏光研磨科技生产。

## 设备
CMP设备与晶圆生产中的抛光设备有相似之处（见上图），但集成电路硅片中很多材料的加入以及金属层的增加使得CMP设备不能如同抛光设备那样简单，而需要加入特别的过程获得平坦化的效果。这主要体现在对抛光厚度、抛光速率的检测上，被称作终点检测，通常有电机电流终点检测、光学终点检测。

## 清洗
在抛光工艺过程中，磨料和被抛光对象都会造成硅片的沾污，清洗的主要目的就是为了清除这些沾污物质，使硅片的质量不致受到影响。所采用到的清洗设备有毛刷洗擦设备、酸性喷淋清洗设备、超声波清洗设备、旋转清洗干燥设备等。清洗步骤主要有氧化硅清洗、浅沟槽隔离清洗、多晶硅清洗、钨清洗、铜清洗等。

## 应用
化学机械抛光主要用于以下几个方面
- 深槽填充的平面化
- 接触孔和过孔中的金属接头的平面化
- 生产中间步骤中氧化层和金属间电介层的平面化